# Lyonia lucida
Lyonia lucida ist eine Pflanzenart aus der Gattung der Lyonien (Lyonia) innerhalb der Familie der Heidekrautgewächse (Ericaceae). Sie ist in den Küstenebenen der südöstlichen Vereinigten Staaten von Virginia bis nach Florida und Louisiana verbreitet und kommt auf Kuba vor. Von der TNC wird Lyonia lucida als „ungefährdet“ („G5“) eingestuft. Englischsprachige Trivialnamen sind fetterbush lyonia, hurrahbush, staggerbush; mit dem Trivialnamen „fetterbush“ werden auch Arten der Gattung Traubenheiden (Leucothoe) und der Gattung Pieris bezeichnet.

## Beschreibung

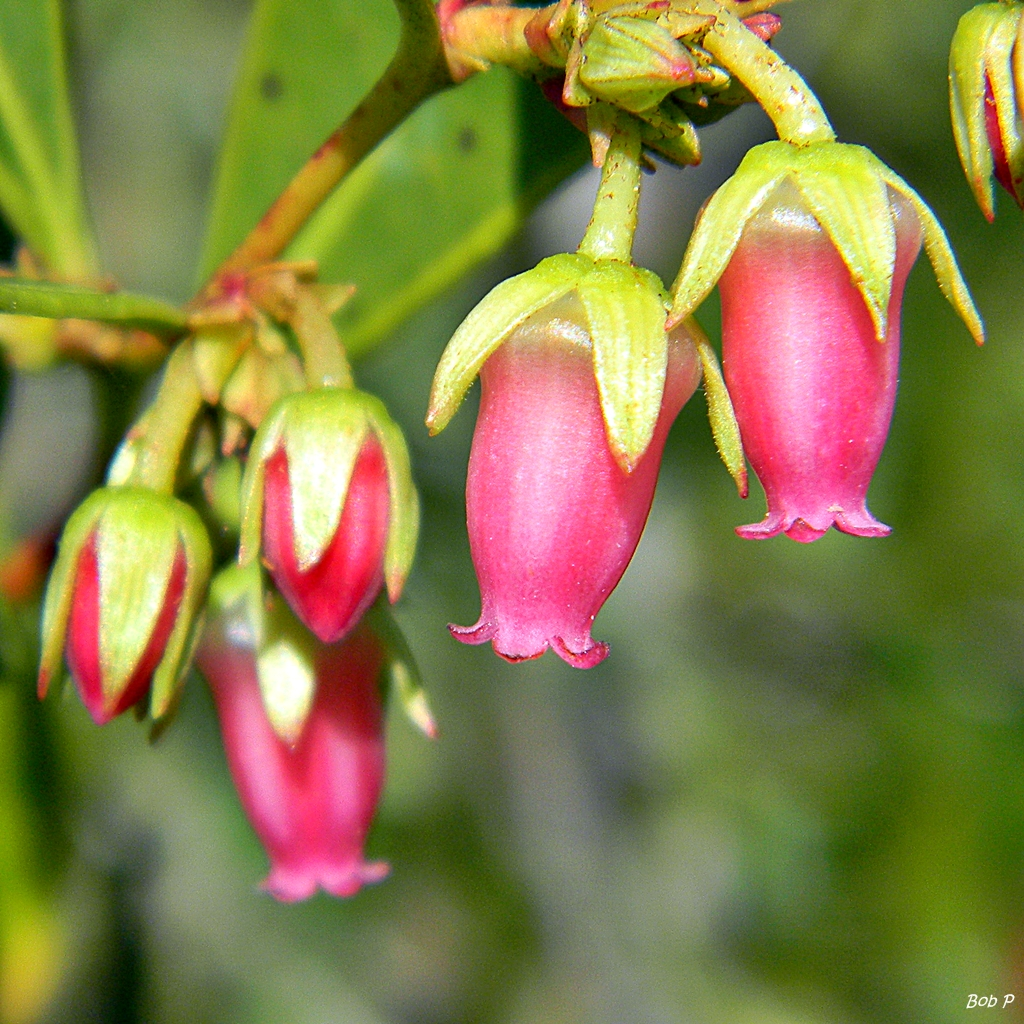
Zweig mit gestielten, fünfzähligen Blüten

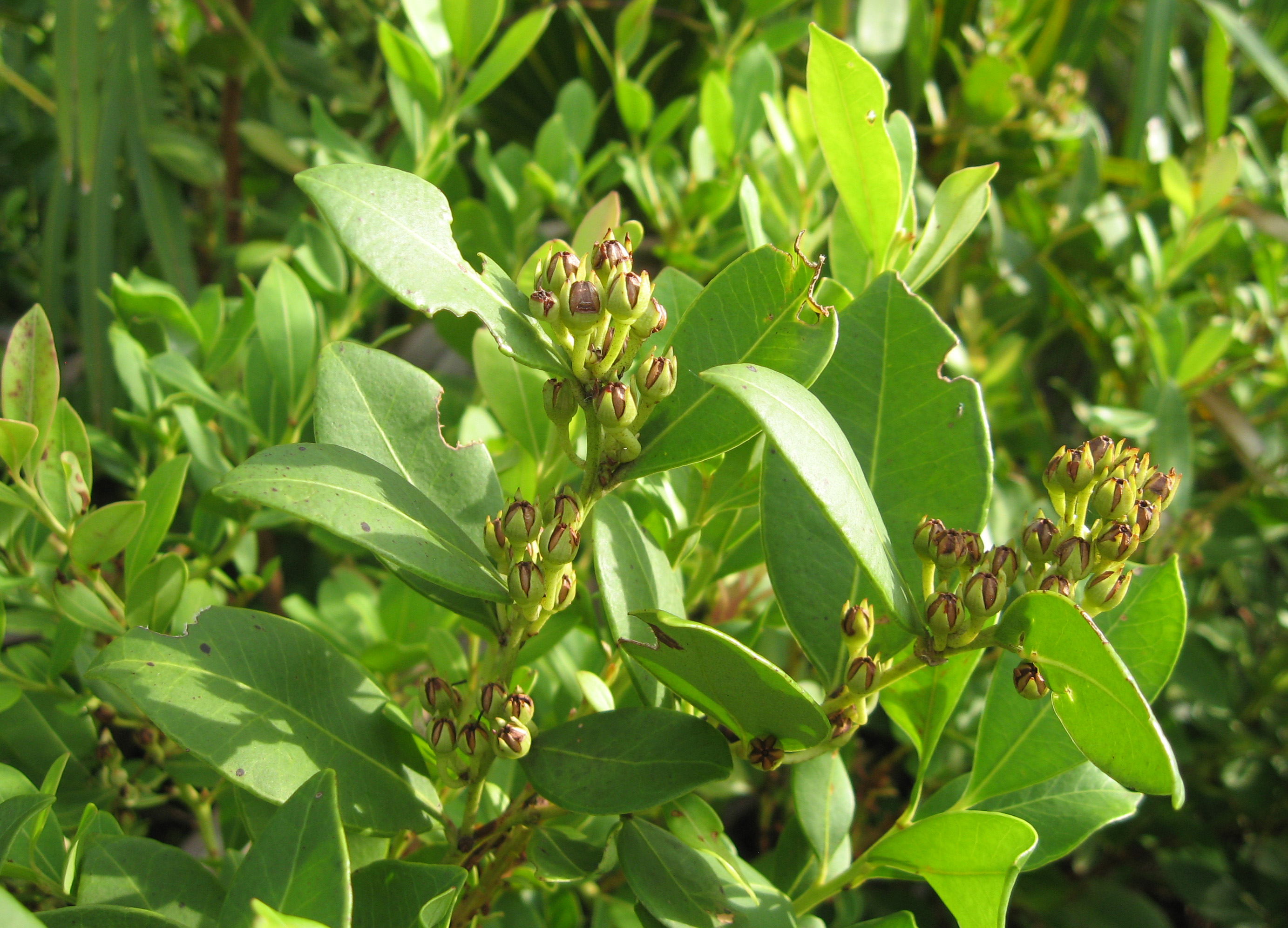
Zweige mit Laubblättern und Kapselfrüchten

### Vegetative Merkmale
Lyonia lucida ist ein immergrüner Strauch mit Wuchshöhen bis zu 4–5 Metern und ebensolcher Breite. Sie bildet lange Rhizome, aus denen sich eine Kolonie bilden kann. Die Zweige besitzen eine schuppige Rinde.
Die Laubblätter sind wechselständig angeordnet und kurz gestielt. Die ledrige, einfache und ganzrandige, kahle, fein drüsig punktierte, spitze bis zugespitzte oder abgerundete Blattspreite ist bei einer Länge von bis zu 10,5 Zentimetern sowie einer Breite von bis zu 5,5 Zentimetern eiförmig bis verkehrt-eiförmig oder elliptisch.

### Generative Merkmale
Der Blütenstand ist ein achselständiger Büschel. Die duftenden, zwittrigen und gestielten Blüten sind radiärsymmetrisch und fünfzählig mit doppelter Blütenhülle. Die kurz verwachsenen, spitzen Kelchblätter sind schmal–eiförmig. Die urnenförmige Blütenkrone mit kleinen Zipfeln ist meist rosafarben, aber kann auch weiß oder rot sein. Die 10 Staubblätter sind eingeschlossen, die S-förmigen Staubfäden besitzen oben meist zwei kleine Anhängsel. Der fünfkammerige, -lappige Fruchtknoten ist oberständig mit kurzem Griffel.
Falls eine Befruchtung erfolgt wird eine kleinem vielsamige, lokulizidale und eiförmige bis rundliche, rippige, holzige Kapselfrucht mit beständigem Kelch gebildet. Die hellbräunlichen Samen sind sehr klein, sie erscheinen wie feine Sägespäne.

## Ökologie
Lyonia lucida vermehrt sich meist vegetativ, produziert aber auch Samen. Auf nährstoffarmen Böden blüht sie nicht und vermehrt sich dort ausschließlich vegetativ durch die Rhizome.

## Standortbedingungen
Lyonia lucida ist eine häufige Art, die in verbuschten Mooren, feuchten Savannen, Nadelholz-Sümpfen und Strauchlandschaften vorkommt. Es gibt große Populationen in Sägepalmen-Prärien. Häufig ist sie im Okefenokee Swamp. Sie gedeiht auch in trockenen Lebensräumen, kommt jedoch normalerweise in Feuchtbiotopen vor, auch in zeitweilig überfluteten. Sie bevorzugt saure, wassergesättigte Böden mit hohem Humusgehalt, beispielsweise in Zypressen-Sümpfen. Sie kann im schattigen Unterholz überleben, bevorzugt jedoch sonnige Lebensräume.
Zur Baumschicht dieser Lebensräume gehören Weiße Scheinzypresse (Chamaecyparis thyoides), Sumpf-Magnolie (Magnolia virginiana), Persea borbonia, Gordonia lasianthus, Tupelobäume (Nyssa spec.) und Kiefern (Pinus spec.). Der Unterwuchs besteht außerdem aus Arten wie Sommergrüner Traubenheide (Eubotrys racemosa), Amerikanischer Heidelbeere (Vaccinium corymbosum), Clethera alnifolia, Cyrilla racemiflora, Smilax laurifolia, Zenobia pulverulenta und Eichen (Quercus spec.).